# Escut de Bigues i Riells del Fai
L'escut oficial de Bigues i Riells del Fai té el següent blasonament:
Escut caironat: de sinople, un pi d'or acostat de dues claus passades en sautor amb les dents a dalt i mirant cap enfora, la d'or en banda i per damunt de la d'argent en barra, a destra, i d'un sautor d'or a sinistra. Per timbre una corona mural de poble.

## Història
Es va aprovar el 10 de juny de 1997 i fou publicat al DOGC el 3 de juliol del mateix any amb el número 2425. El pi és l'emblema tradicional del municipi. Els altres elements, a banda i banda del pi, són símbols dels patrons dels dos pobles principals del municipi: les claus de Sant Pere (per Bigues) i la creu de Sant Vicenç (per Riells del Fai).